# Alcúdia
Alcúdia (hiszp. Alcudia)  – gmina w Hiszpanii, w prowincji Baleary, we wspólnocie autonomicznej Balearów, o powierzchni 60,05 km². W 2011 roku gmina liczyła 19 586 mieszkańców.

## Historia
Obszar dzisiejszej Alcúdii był zamieszkały już w czasach prehistorycznych, ale zyskał na znaczeniu wraz z pojawieniem się tu Rzymian w II wieku n.e. Stworzyli osadę o nazwie Pollentia i przemienili ją w ważny punkt handlowy. W późniejszych czasach miasto zostało zniszczone przez Wandalów i piratów. Maurowie, którzy kolejno przybyli na wyspę, w pobliżu ruin rzymskiego miasta utworzyli nowe, nazywając je Al-Kúdia ("na wzgórzu"). W czasie rekonkwisty, Majorka została wyzwolona spod rządów arabskich przez króla Jaume I w 1229 r. Jego następca, Jaume II, założył pod koniec XIII w. osadę Alcúdia i otoczył murami obronnymi.